# 小托雷盘菌属
小托雷盘菌属（学名：Torrendiella）是蜡盘菌科下的一个属。本属原来是核盘菌科中唯一的一个具刚毛的小属，刚毛自外囊盘被内层组织生出。该属最初仅有一种，Spooner于1987年在研究大洋洲的标本时，又增加了3个种。后来，Galan等人于1993年再发现了两个种。目前全世界已知6种，中国存在两种（Zhuang，1991，1996b），其中一种与现有种都不相同，但只有一个子囊盘，不足以作为模式标本，记录为 Torrendiella sp.分种:桉小托雷盘菌。

## 下属物种
本属包括以下物种：
- Torrendiella ciliata Boud.
- Torrendiella quintocentenaria R.Galán & J.T.Palmer
- Torrendiella setulata (Dearn. & House) R.Galán & J.T.Palmer